# Линевич, Николай Петрович
Никола́й Петро́вич Лине́вич (Леневич) (24 декабря 1838 [5 января 1839] — 10 [23] апреля 1908) — русский военачальник, генерал от инфантерии (1904), генерал-адъютант (1905). Герой Кавказской войны, русско-турецкой войны 1877—1878 гг. и русско-японской войны. Руководитель подавления Боксёрского восстания: командовал войсками, взявшими Пекин.

## Биография
Родился в Чернигове, в дворянской семье. Потомок Карпа Линевича, сотника Черниговского полка.
- В 1855 году Н. П. Линевич поступил юнкером на военную службу в запасный батальон Севского пехотного полка.
- В 1856 году произведён в прапорщики в 58-й пехотный Прагский полк 15-й пехотной дивизии, дислоцированный на Кавказе.
- Из Прагского полка перевёлся сначала в 78-й пехотный Навагинский полк 20-й пехотной дивизии, а в 1862 году — в 75-й пехотный Севастопольский полк 19-й пехотной дивизии.
- В 1862 году, в рядах 75-го пехотного Севастопольского полка, участвовал в боевых действиях против горцев на Кавказе.
- Участвовал в русско-турецкой войне 1877—1878 (ранен).
- 1877 — командир 2-го Кавказского стрелкового батальона.
- 1879 — командир 84-го пехотного Ширванского полка 21-й пехотной дивизии.
- 15.10.1885—10.07.1895 — начальник 2-й Закаспийской стрелковой бригады.
- 10.07.1895—18.06.1900 — командующий войсками Южно-Уссурийского отдела.
- 18.06.1900—31.07.1900 — командир Сибирского армейского корпуса.
- 31.07.1900—02.10.1903 — командир 1-го Сибирского армейского корпуса.
- 1900—1901 во время похода на Пекин для подавления Ихэтуаньского восстания командовал русским отрядом. Де-факто возглавлял Экспедиционный корпус союзных держав в Китае.
- 02.10.1903—22.10.1904 — командующий войсками Приамурского военного округа, и. д. генерал-губернатора Приамурья и войсковой наказный атаман Приамурских казачьих войск.
  - 30.01.1904—23.03.1904 — временно командовал Маньчжурской армией, действующей против японцев, до прибытия 15 марта А. Н. Куропаткина.
- 22.10.1904—03.03.1905 — При образовании новых армий в октябре 1904 г. назначен командующим 1-й Маньчжурской армией.
- 03.03.1905—03.02.1906 — Главнокомандующий сухопутными и морскими вооружёнными силами, действующими против Японии.

### Линевич на Кавказе
В 1855 году, по окончании Черниговской губернской гимназии, 17-летний Николай Линевич поступил юнкером на военную службу и уже в 1856 году, не имея военного образования, был произведён в прапорщики 58-го пехотного Пражского (Прагского) полка. Вскоре он был переведён сначала в 78-й пехотный Навагинский, а в 1862 году — в 75-й пехотный Севастопольский полк, стоявшие в те времена на Кавказе. В 75-м Севастопольском полку Линевич получил своё боевое крещение, находясь с полком в составе Даховского отряда, действовавшего на Кавказе в землях горцев-абадзехов, между реками Пшех и Белая. Послужной список Линевича включает множество сражений и стычек с горцами Адыгеи, Чечни (в составе Чеченского отряда) и Дагестана в 1862—1864 годах, в которых он участвовал в роли командира роты. За эти годы Линевич приобрёл репутацию храброго офицера и прекрасного строевика, поскольку он был лучшим гимнастом, стрелком и фехтовальщиком в полку. За боевые отличия он был произведён в подпоручики, а затем в поручики и награждён орденами Св. Станислава и Св. Анны с мечами и бантом. В конце 1867 года Линевич был командирован в Тифлис, в Кавказскую учебную роту, в которой он оставался в течение 10 лет, пользуясь большим авторитетом у начальства, как прекрасный знаток строевого дела и всех вопросов военного быта.
С началом в апреле 1877 года Русско-турецкой войны Н. П. Линевич по собственной просьбе был прикомандирован к 15-му гренадерскому Тифлисскому полку Кавказской гренадерской дивизии, входившему в состав Карсского отряда, с которым участвовавл в первых боях под Карсом. В августе 1877 года, в чине подполковника, Линевич получил в командование 2-й Кавказский стрелковый батальон, входивший в состав Кобулетского отряда генерала И. Д. Оклобжио, и участвовал в боях Батумской операции, командуя правым флангом на позиции у Мухаэстате. В бою на реке Кинтриши, атакуя турок на Цихисдзирских высотах, 18 апреля 1878 года Линевич был ранен одной пулей в руку, двумя пулями в ногу и контужен в бок. За отличие под Батумом ему были пожалованы (29 декабря 1878 года) орден Святого Георгия 4-й степени, золотая сабля с надписью «За храбрость» и чин полковника. После окончания войны 1877—1878 годов Линевич вернулся в Тифлис с репутацией храброго офицера, хладнокровного в бою и распорядительного командира части.
В 1879 году, всего 40 лет от роду, Н. П. Линевич был назначен командиром 84-го пехотного Ширванского полка, которым командовал в течение 6 лет. Это был блестящий период в истории полка. По свидетельству начальников, Линевич всегда подавал пример неусыпной деятельности и энергии. Отсюда и все офицеры полка с редким старанием несли свой служебный труд. Командир корпуса называл командование Линевича "внеразрядным" и отмечал, что в Ширванском полку одинаково отличны как весь полк, так и каждая его рота и команда в отдельности.

### Линевич в Закаспии
В декабре 1885 года Н. П. Линевич был назначен командиром 2-й Закаспийской стрелковой бригады, части которой были разбросаны от Ашхабада до Мерва. К устройству и обучению молодых закаспийских батальонов полковник Линевич приложил всю свою энергию и служебный опыт. В 1888 году, во время обострения на границе с Афганистаном, Линевич сформировал и возглавил Тахта-Базарский наблюдательный отряд. Когда в 1892 году в Мерве вспыхнула сильная эпидемия холеры, решительные меры Линевича по её прекращению обратили на себя внимание в Петербурге.

### Пекинский поход
В 1898 году в Цинской империи вспыхнуло Ихэтуаньское (Боксёрское) восстание. Восстание продолжалось вплоть до 1901 года включительно. В середине июня 1900 года китайцы-ихэтуани вступили в Пекин, где начали осаду посольского квартала, продолжавшуюся 56 дней. Во время осады был убит германский посол граф Кеттелер. 18 июня 1900 года Н. П. Линевич назначается командиром Сибирского корпуса, образованного из войск Южно-Уссурийского отдела. 23 июня 1900 года повстанцы атаковали строителей КВЖД и приступили к массовым убийствам, разрушению железнодорожного полотна и станционных построек.
Пострадавшие и оскорблённые державы (Великобритания, Германия, Австро-Венгрия, Франция, Япония, США, Италия и Россия) организовали интервенцию в Китай. По предложению русского императора Николая II и с согласия стран-участниц, главнокомандующим международными силами Альянса восьми держав был назначен прусский генерал-фельдмаршал Альфред фон Вальдерзее. Во главе русского отряда был поставлен генерал А. М. Стессель.

Между тем, Н. П. Линевич прибыл в Порт-Артур и некоторое время оставался не у дел. Однако, медлительность генерала Стесселя побудила русского наместника на Дальнем Востоке генерала Е. И. Алексеева командировать Линевича в Тяньцзинь. Линевич прибыл в Тяньцзинь 18 июля 1900 года. По прибытии в Тяньцзинь нового начальника русского Печелийского экспедиционного отряда, ему сейчас же представились все командиры международных отрядов, которые отнеслись с должным вниманием и уважением к авторитету и военной опытности русского генерала. 
Боевой опыт, отсутствие академической рутины, глубокое знание солдата, верное понимание противника, уменье выбирать исполнителей, физическая выносливость и старческая хитрость - всё рисует нам генерала Линевича, как полководца, самыми привлекательными красками.
 — писал современник. На третий день после своего прибытия генерал Линевич вместе с генералами Стесселем и Василевским объезжали наши позиции и производили рекогносцировку передовых китайских позиций возле Бэйцана, в 8 верстах от Тяньцзиня. С приездом генерала Линевича, старшим в чине среди других командиров стал русский генерал, следующим за ним по старшинству был начальник японского отряда генерал-лейтенант Ямагути, известный деятель Японо-китайской войны.

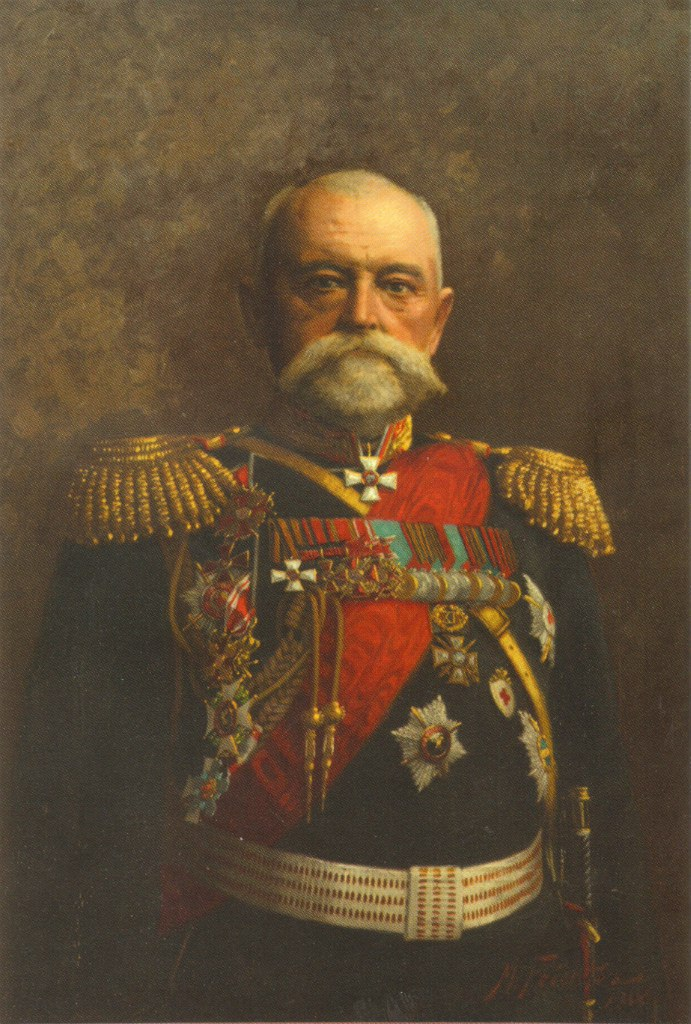
Портрет 1906 г.

21 июля генерал Линевич пригласил союзных командиров на военный совет. Присутствовали все командиры и начальники их штабов. Председательствовал Линевич. По общему решению всех командиров, Н. П. Линевич был временно (впредь до прибытия Вальдерзее), поставлен во главе объединённого контингента, иногда именуемого Международной Освободительной Экспедицией (МОЭ). Теперь под началом Линевича состояло 45 000 солдат стран Альянса… На военном совете, который продлился несколько часов, было решено, по особенному настоянию генерала Ямагути, на другой день ночью атаковать соединёнными силами Бэйцан, в коем укрепились китайские войска. Русские, французы, немцы, итальянцы и австрийцы двинутся с правого фланга, а японцы, англичане и американцы с левого. Предположено было окружить Бэйцан со всех сторон. Атакующие силы составят отряд в 15 тысяч человек. 6 тысяч интернациональных войск, под общим начальством полковника Анисимова, остаются в Тяньцзине для охраны города, ввиду возможного нападения со стороны вновь прибывающих китайских войск, недавно высланных из южных провинций.

Решение Линевича наступать, несмотря на сильнейшую (свыше 40 градусов) жару, на крайнюю скудность продовольствия и на противоречивые сведения о силах китайцев под Пекином, встретило протест генерала Стесселя, который писал Линевичу 29 июля: 
Довольствия в стрелковой бригаде совершенно нет, местные средства разграблены, сам он болен, а люди так истомлены, что с ними никуда не уйдёшь.
 На это письмо Линевич отвечал кратко: 
Я совершенно иного мнения о состоянии вашей доблестной бригады. Сожалею о вашем болезненном состоянии, но всякая остановка может послужить лишь на пользу нашего неприятеля, что допустить я не вправе, а посему исполнить в точности приказание моё о наступлении.
Уже 22-го его корпус начал наступление к Пекину. 5 августа войска союзников атаковали Бэйцан и к полудню город был взят. 13 августа под руководством Н. П. Линевича состоялось совещание командиров отрядов МОЭ, на котором был разработан план штурма Пекина. Казачьи разъезды провели разведку в направлении будущего удара. 14 августа (н. ст.) корпус Н. П. Линевича штурмовал Пекин, и русская колонна первой вошла в город, понеся потери в 140 человек. Неожиданный штурм Пекина произвёл в Европе сенсацию, Линевич сразу приобрёл славу как энергичный и смелый генерал. 18/5 августа 1900 года «за одержанные победы и быстрое занятие китайской столицы» Николай II наградил его орденом Святого Георгия 3-й степени, ему были пожалованы высокие ордена союзных стран: германский, французский, австрийский и японский. После взятия Пекина генерал Линевич принял ряд мер по уничтожению остатков китайских войск и отрядов повстанцев в окрестностях столицы, а при сосредоточении русских войск на зимовку в Тяньцзине дал весьма полезные указания для размещения войск и отношения их к мирным жителям.
В апреле-мае 1901 года Линевич громил боксёров в прилегающих к Уссури районах Маньчжурии. В 1901—1903 гг. командовал русскими контингентами в Южно-Уссурийском отделе и в Хуньчуне.

### Русско-японская война
С началом русско-японской войны в феврале 1904 года генерал Н. П. Линевич выехал в Ляоян, где вступил во временное командование русской армией на Дальнем Востоке. В списке кандидатов в командующие армией, представленном императору Николаю II, имя Линевича стояло первым, но выбор пал на военного министра А. Н. Куропаткина. 15 марта 1904 года прибыл назначенный командующим Куропаткин и Линевич в конце марта вернулся в Хабаровск.
Только после боёв на Шахе, с разделением русских войск на три армии, А. Н. Куропаткин 22 октября 1904 года предложил Н. П. Линевичу командование 1-й Маньчжурской армией, составленной из четырёх Сибирских корпусов и отряда генерала Ренненкампфа. Линевич принял предложение. На совещаниях у главнокомандующего Н. П. Линевич всегда стоял за самое решительное продолжение операций. 

### Мукденское сражение

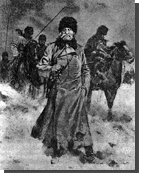
Генерал-адъютант Н. П. Линевич в битве под Мукденом

В последние дни Мукденского сражения части 1-й Маньчжурской армии, которой командовал Линевич, в полном боевом порядке отступили от Фушани к Телину, две же другие русские армии оказались в мешке в районе Мукдена. По данным газеты «Berliner Tageblatt», 
Японское преследование отступившей от Мукдена русской армии окончилось у Телина, т. к. все отчаянные их атаки отбивались и они, потеряв много орудий, убитых, раненых и пленных, обессилев, не рискнули идти далее. Командующий 1-й армией генерал Линевич, как победитель, вошёл в Телин.
 По оценке французских военных авторитетов, 
Линевич спас положение после Мукденской катастрофы
Неудачный исход Мукденского сражения сделал невозможным сохранение Куропаткина в должности главнокомандующего. После отстранения Куропаткина, Линевич 3 марта 1905 года был назначен на его место. Мукденское сражение так истощило силы обеих сторон, что ни победитель, ни побеждённый не были в состоянии продолжать свои операции. Ни одного крупного дела с этого момента до окончания войны не было. Линевич сохранил те позиции, до которых были оттеснены русские после поражения при Мукдене, но не решался переходить в наступление, настаивая на присылке таких подкреплений, с которыми он был бы в полтора раза сильнее японцев. Заслуга Линевича в том, что после Мукдена он не ушёл к Харбину, вновь собрал грозную армию, проявил огромную деятельность по подготовке будущих военных операций и вселил в японцев сомнение в будущих успехах. Когда начались слухи о мире, Линевич вместе с Куропаткиным посылал в Петербург телеграммы, в которых говорил, что победа обеспечена, мир был бы страшным несчастьем.

После заключения мира Линевич остался в Маньчжурии, заведуя эвакуацией войск, затруднённой забастовками на железной дороге и бунтами. Нежелание Линевича прибегать к крутым мерам против стачечников, забастовщиков и запасных солдат было поставлено генералу в вину: 6 февраля 1906 года он был снят с должности главнокомандующего и отозван в Россию, против него было начато расследование по обвинению в «бездействии власти». По этому поводу Линевич писал императору 28 апреля 1906 года: 
Во время волнений в России мне необходимо было считаться одновременно с двумя положениями: на железной дороге были стачечники, не препятствовавшие, однако, эвакуации армии на родину, а с другой стороны – брожение в армии именно на почве крайне медленного увольнения на родину. Я мог начать громить стачечников, но такое решение могло вызвать полную забастовку и остановку всего движения с порчей пути, паровозов и мостов, а это было в высшей степени рискованно и могло вызвать в армии мятеж, размеры которого трудно определить. При втором решении я мог отложить расправу со стачечниками на некоторое время и продолжать вывозить из армии запасных чинов, как я и сделал, и последствия явно показали правильность этого решения. К концу декабря армия освободилась от запасных, и я имел возможность послать стрелковые части в Харбин, Хабаровск, Владивосток, Читу и Иркутск, и по мере прибытия названных частей в этих пунктах восстанавливался полный порядок, а зачинщики арестовывались. Государь, я следствия не боюсь, ибо никакой вины за собой не вижу, но обязываюсь доложить, что следствие надо мной унижает в глазах армии и общества и меня, и высокое звание русского главнокомандующего и будет лишь в интересах врагов Отечества. Если я лишился уже доверия Вашего Величества, то хотел бы верить, что Вы меня осудили за неумение, а не за умысел, и мне остаётся просить лишь одного – отпустите меня на покой.
 В течение восьми месяцев генерал находился под следствием, но затем Николай II приказал возбуждённое дело прекратить и даже наградил Линевича ко дню 50-летия его службы орденом Св. Владимира 2-й степени.

### Смерть
Генерал-адъютант Н. П. Линевич умер в 1908 году. Смерть Линевича была встречена общей печалью участников Маньчжурской кампании. Почтили его память особым венком, возложенным на гроб, и его недавние враги — японцы. Похоронен на кладбище Александро-Невской лавры.
Его сын Александр — полковник, георгиевский кавалер.

## Военные чины и свитские звания
- В службу вступил (14.02.1855)[10]
- Прапорщик (25.12.1856)
- Подпоручик (14.11.1860)
- Поручик (22.12.1863)
- Штабс-капитан (03.01.1867)
- Капитан (02.02.1869)
- Майор (21.11.1871)
- Подполковник (30.08.1875)
- Полковник (21.12.1878)
- Генерал-майор (30.08.1891)
- Генерал-лейтенант (06.12.1899)
- Генерал от инфантерии (21.08.1904)
- Генерал-адъютант (04.10.1905)

## Награды
Российские:
- Орден Святого Станислава 3-й степени с мечами и бантом (1864)[10]
- Орден Святой Анны 3-й степени с мечами и бантом (1866)
- Орден Святого Станислава 2-й степени с мечами (1878)
- Золотая сабля с надписью «За храбрость» (1878)
- Орден Святого Георгия 4-й степени (29.12.1878)
- Орден Святого Владимира 4-й степени (1879)
- Орден Святой Анны 2-й степени (1883)
- Орден Святого Владимира 3-й степени (1884)
- Орден Святого Станислава 1-й степени (1895)
- Знак отличия беспорочной службы за XL лет (1898)
- Орден Святого Георгия 3-й степени (05.08.1900)
- Орден Святой Анны 1-й степени с мечами (1901)
- Орден Святого Владимира 2-й степени (1906)

Иностранные:
- Бухарский Орден Благородной Бухары 1-й степени (1893)
- Японский Орден Восходящего солнца 2-й степени (1898)
- Китайский Орден Двойного Дракона 1-й степени со звездой (1899)
- Японский Орден Восходящего солнца 1-й степени (1901)
- Бельгийский Орден Леопольда I 1-й степени с мечами (1902)
- Французский орден Почётного легиона, большой крест (1906)[11]
- Прусский Орден Красного орла 1-й степени

## Мемуары
- Неизданные мемуары Линевича (19 тетрадей).
- Куропаткин А. Н., Линевич Н. П. Русско-японская война: из дневников А. Н. Куропаткина и Н. П. Линевича / предисл. М. Н. Покровского. — Л.: Госиздат, 1925.

## Память
Именем Николая Петровича Линевича названо село Линевичи Уссурийского городского округа Приморского края.